# غزية بن عمرو الأنصاري
غزية بن عمرو بن عطية بن خنساء بن مبذول بن عمرو بن غَنم بن مازن بن النجار بن ثعلبة بن عمرو بن الخزرج النجاري الخزرجي الأنصاري, صحابي جَليل من الأنصار, شهد بيعة العقبة وشهد أحداً مع الرسول صلى الله عليه وسلم وهو أخو سراقة بن عمرو، ووالد ضمرة بن غزية.